# Vlag van Knesselare
De vlag van Knesselare werd door de gemeenteraad op 27 december 1977 en nogmaals op 28 februari 1985 officieel vastgesteld als de gemeentelijke vlag van de Oost-Vlaamse gemeente Knesselare. Op 3 juni 1985 werd hij door het Bestuur van Vlaanderen bevestigd en uiteindelijk gepubliceerd op 8 juli 1986 in het officiële Belgisch Staatsblad.
Officieel wordt de vlag beschreven als:
Twee even hoge banen van geel en van rood
De twee banen symboliseren de twee componenten van de gemeenten. Geel komt uit het wapen van Knesselare, terwijl rood uit het wapen van Ursel komt.
Op 1 januari 2019 is Knesselare opgegaan in de gemeente Aalter. De vlag is daardoor als gemeentevlag komen te vervallen.

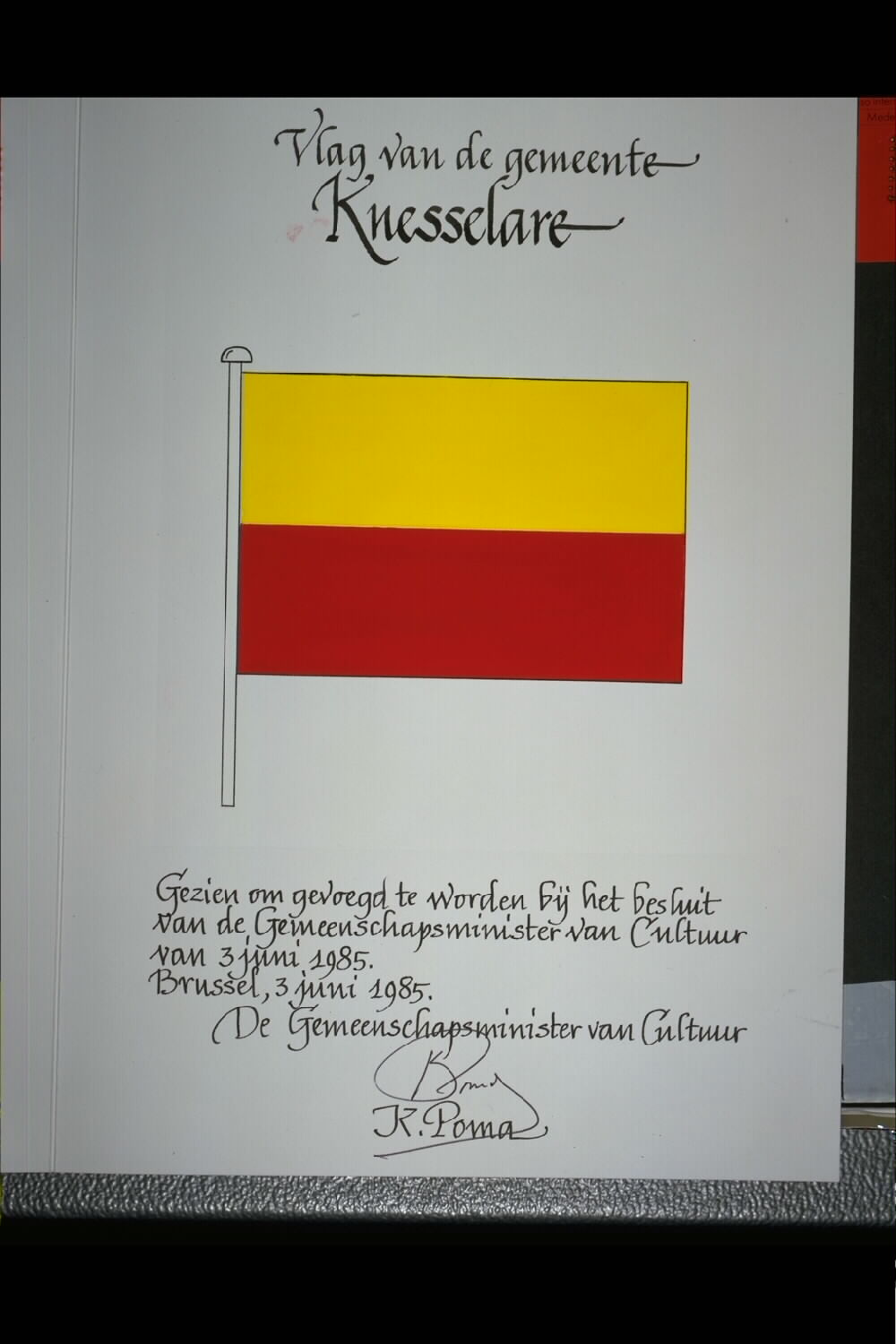
Ontwerp vlag getekend door Karel Poma
Wapen van Ursel